# Плехов (Полтавская область)
Плехов (укр. Плехів) — село,
Плеховский сельский совет,
Оржицкий район,
Полтавская область,
Украина.
Код КОАТУУ — 5323684201. Население по переписи 2001 года составляло 716 человек.
Является административным центром Плеховского сельского совета, в который, кроме того, входит село
Тарасовка.

## Географическое положение
Село Плехов находится на правом берегу реки Оржица в месте впадения её в реку Сула, выше по течению на расстоянии в 3 км расположен пгт Оржица, ниже по течению реки Сула на расстоянии в 2,5 км расположено село Тарасовка. Реки в этом месте извилистые, образуют лиманы, старицы и заболоченные озёра.

## История
Церковь Рождества Богородицы известна с 1763 года
Село указано на подробной карте Российской Империи и близлежащих заграничных владений 1816 года

## Экономика
- «Плехов Агро», сельскохозяйственное господарство.
- «Плехов», сельскохозяйственный кооператив.

## Объекты социальной сферы
- Школа І—ІІ ст.
- Дом культуры.

## Достопримечательности
- Государственный заказник: сильно обводненное болото, которое является стабилизатором микроклимата, регулятором водного режима реки, местом массового гнездования водоплавающих и болотных птиц. Заказник расположен на землях болотного массива площадью 500 га и находится в заводи р. Сула. Эта местность расположена вокруг села Плехов Оржицкого района Полтавской области. Земли заказника являются типичным пойменным комплексом реки, большую часть которого занимают болота. Границы заказника проходят по долине речки Сула (южный рубеж), и совпадают с её притоком — рекой Оржицей (северный рубеж). Очень разнообразен и видовой состав растительности. Есть прибрежно-водная, водная, болотная, луговая растительность. Берега болот поросли камышом обыкновенным и рогозом узколистым, реже широколистым и кугой озерной. Заросли достигают до 5 метров в высоту. Есть здесь лепешняк большой, чистец болотный, щавель водяной, камышовка обычная, подмаренник болотный. Много растений имеют медицинскую ценность и используются при изготовлении препаратов. Это аир болотный, водяной перец, окопник лекарственный и многие другие. Украшением являются кринка жёлтая и два вида кувшинки (белая и снежно-белая). Они являются реликтовыми для Украины и охраняются Зелёной книгой. Заказник отличается многообразным царством животных. Из наиболее ценных зверей здесь можно встретить лося, лису обыкновенную, куницу каменную, кабана и др. Всего здесь проживает 240 видов наземных хребетных. При этом 14 из них занесены в Красную книгу, 6 видов занесены в Европейский красный список, а 23 вида считаются регионально редкими. Богатый видовой состав птиц — 185 видов. Здесь можно увидеть лебедя-шипуна, цаплю малую белую, черного коршуна и др.

## Известные жители и уроженцы
- Ефименко, Фёдор Лазаревич (1910—?) — Герой Социалистического Труда.